# Fuji T-3
Fuji T-3 là một máy bay huấn luyện chủ lực của Lực lượng Phòng không Nhật Bản, sản xuất bởi Fuji Heavy Industries. Chuyến bay đầu tiên của loại này là vào năm 1978. Trong suốt quá trình tồn tại đã có 50 chiếc được chế tạo. Sau đó máy bay này được thay thế bằng mẫu Fuji T-7.

## Phát triển
Mẫu KM-2B là phiên bản phát triển kế thừa của chiếc Fuji KM-2 (bản thân chiếc này là bản 4 chỗ ngồi của chiếc T-34 Mentor với một động cơ mạnh hơn) cho mục đích máy bay huấn luyện chủ lực của Lực lượng phòng không Nhật (JASDF).  Nó kết hợp cấu trúc và động cơ của chiếc KM-2 với buồng lái của chiếc T-34 Mentor. Chuyến bay đầu tiên diễn ra vào ngày 17  tháng 1 năm 1978.  Đã có 50 chiếc được JASDF đặt mua, và dây chuyền sản xuất tiếp tục hoạt động đến năm 1982.

## Lịch sử hoạt động
Chiếc Fuji T-3 phục vụ trong biên chế Hiko Kyoikudan 11 và 12 (phi đội huấn luyện) của JASDF.  Hiện tại máy bay này được thay thế bằng mẫu Fuji T-7, biến thể động cơ turboprop của T-3  with a 400 shp (300 kW) Allison 250 engine.

## Operators
Nhật BảnLực lượng Phòng vệ Trên không Nhật Bản

## Specifications (T-3)
Dữ liệu lấy từ Jane's Aircraft Recognition Guide, Jane's All the World's Aircraft, 1976-1977  
Đặc điểm tổng quát
- Kíp lái: 2: student, instructor
- Chiều dài: 8.04 m (26 ft 4½ in)
- Sải cánh: 10.0 m (32 ft 9¾ in)
- Chiều cao: 3.02 m (9 ft 11 in)
- Diện tích cánh: 16.5 m² (178 ft²)
- Trọng lượng rỗng: 1,120 kg (2,460 lb)
- Trọng lượng cất cánh tối đa: 1,510 kg (3,329 lb)
- Động cơ: 1 × Lycoming IGSO-480 6-cylinder, horizontally opposed, air-cooled piston engine, 254 kW (340 hp)

 Hiệu suất bay 
- Tốc độ không vượt quá: 413 km/h (223 knots, 257 mph) EAS
- Vận tốc cực đại: 377 km/h (203 knots, 234 mph) at 4,875 m (16,000 ft)
- Vận tốc hành trình: 254 km/h (137 knots, 158 mph) Economy cruise at 2,440 m (8,000 ft)
- Tầm bay: 1,038 km (560 nm, 645 mi)
- Trần bay: 8,170 m (26,800 ft)
- Vận tốc lên cao: 7.7 m/s (1,520 ft/min)
- Tải trên cánh: 91.5 kg/m² (18.7 lb/ft²)